# Pakistanische Cricket-Nationalmannschaft in den West Indies in der Saison 1992/93
Die Tour der pakistanischen Cricket-Nationalmannschaft in die West Indies in der Saison 1992/93 fand vom 16. April bis zum 6. Mai 1993 statt. Die internationale Cricket-Tour war Bestandteil der Internationalen Cricket-Saison 1992/93 und umfasste drei Tests und fünf ODIs. Die West Indies gewannen die Test-Serie 2–0, während die ODI-Serie 2–2 unentschieden endete.

## Vorgeschichte
Beide Mannschaften spielten zuvor zusammen mit Pakistan ein Drei-Nationen-Turnier in Südafrika, das die West Indies gewannen.
Das letzte Aufeinandertreffen der beiden Mannschaften fand in der Saison 1991/92 in Pakistan statt.

## Stadien
Die folgenden Stadien wurden für die Tour als Austragungsort vorgesehen.
| Stadt         | Land                           | Stadion                   | Kapazität | Spiele               |
| ------------- | ------------------------------ | ------------------------- | --------- | -------------------- |
| Bridgetown    | Barbados                       | Kensington Oval           | 11.000    | 2. Test              |
| Georgetown    | Guyana                         | Bourda Cricket Ground     | 25.000    | 5. ODI               |
| Kingston      | Jamaika                        | Sabina Park               | 20.000    | 1. ODI               |
| Kingstown     | St. Vincent und die Grenadinen | Arnos Vale Stadium        | 18.000    | 4. ODI               |
| Port of Spain | Trinidad und Tobago            | Queen’s Park Oval         | 25.000    | 1. Test; 2. & 3. ODI |
| St. John’s    | Antigua und Barbuda            | Antigua Recreation Ground | 12.000    | 3. Test              |

## Kaderlisten
Die folgenden Kader wurden von den Mannschaften benannt.
| Test | Test | ODI | ODI |
| West Indies | Pakistan | West Indies | Pakistan |
| --- | --- | --- | --- |
| - Jimmy Adams - Curtly Ambrose - Ian Bishop - Anderson Cummins - Desmond Haynes - Carl Hooper - Brian Lara - Gus Logie - Junior Murray - Richie Richardson - Phil Simmons - Courtney Walsh | - Aamer Sohail - Aamer Nazir - Asif Mujtaba - Ata-ur-Rehman - Basit Ali - Inzamam-ul-Haq - Javed Miandad - Moin Khan - Mushtaq Ahmed - Nadeem Khan - Rameez Raja - Rashid Latif - Shakeel Ahmed - Waqar Younis - Wasim Akram | - Jimmy Adams - Curtly Ambrose - Ian Bishop - Anderson Cummins - Desmond Haynes - Carl Hooper - Brian Lara - Gus Logie - Junior Murray - Richie Richardson - Phil Simmons - Courtney Walsh | - Aamer Sohail - Aamer Nazir - Aaqib Javed - Asif Mujtaba - Ata-ur-Rehman - Basit Ali - Inzamam-ul-Haq - Javed Miandad - Mushtaq Ahmed - Nadeem Khan - Rameez Raja - Rashid Latif - Waqar Younis - Wasim Akram |

## One-Day Internationals

### Erstes ODI in Kingston
| 23. März Scorecard | Kingston | Pakistan 223-6 (50)               | – | West Indies 224-4 (44) |
|                    |          | West Indies gewinnt mit 4 Wickets |   |                        |

### Zweites ODI in Port of Spain
| 26. März Scorecard | Port of Spain | Pakistan 194-7 (45/45)            | – | West Indies 196-5 (41/45) |
|                    |               | West Indies gewinnt mit 5 Wickets |   |                           |

### Drittes ODI in Port of Spain
| 27. März Scorecard | Port of Spain | West Indies 259-4 (45/45)      | – | Pakistan 261-3 (43.1/45) |
|                    |               | Pakistan gewinnt mit 7 Wickets |   |                          |

### Viertes ODI in Kingstown
| 30. März Scorecard | Kingstown | Pakistan 186-9 (50)          | – | West Indies 148 (44.3) |
|                    |           | Pakistan gewinnt mit 38 Runs |   |                        |

### Fünftes ODI in Georgetown
| 3. April Scorecard | Georgetown | Pakistan 244-6 (50) | – | West Indies 244-5 (50) |
|                    |            | Unentschieden       |   |                        |

## Tests

### Erster Test in Port of Spain
| 16. – 18. April Scorecard | Port of Spain | West Indies 127 (38.2) & 382 (97) | – | Pakistan 140 (48.5) & 165 (53.5) |
|                           |               | West Indies gewinnt mit 204 Runs  |   |                                  |

### Zweiter Test in Bridgetown
| 23. – 27. April Scorecard | Bridgetown | West Indies 455 (105.5) & 29-0 (4.3) | – | Pakistan 221 (76) & 262 (103.3) (f/o) |
|                           |            | West Indies gewinnt mit 10 Wickets   |   |                                       |

### Dritter Test in St. John’s
| 1. – 6. Mai Scorecard | St. John’s | West Indies 438 (110.2) & 153-4 (49) | – | Pakistan 326 (115) |
|                       |            | Remis                                |   |                    |